# Сопотниця (притока Горнаду)
Сопотниця (словац. Sopotnica) — річка в Словаччині, ліва притока Горнаду, протікає в окрузі Кошиці-околиця.
Довжина — приблизно 15.5 км. Витік знаходиться в масиві Шариська височина — на висоті 630—685 метрів. Тече в долині Чорної Гори у геоморфологічному підрозділі Сопотницькі гори. Протікає територією сіл Кленов і Миклушовце
Впадає у Горнад біля гори Тлста на висоті 250—300 метрів.